# Johannes Guldbrandsen
Johannes Norden Guldbrandsen (født 13. oktober 1871 på Frederiksberg, død 10. oktober 1922) var en dansk skuespiller.
Gift 1896 med kongelig solodanserinde Valborg Borchsenius (1872–1949). Ingen børn med hende. Fader til Alice Guldbrandsen (sv) og Peer Guldbrandsen. Ole Guldbrandsen. med Anna Marie Wilhelmine Warburg
Debut 1892 på Det kongelige Teater som Jacob Friis i Esmanns Den kære familie.